# Rhaphuma improba
Rhaphuma improba là một loài bọ cánh cứng trong họ Cerambycidae.